# Любинь
Люби́нь — село в Україні, у Локницькій сільській громаді Вараського району Рівненської області. Населення становить 218 осіб (станом на 2001 рік).

## Географія
Село Любинь лежить за 19,3 км на захід від районного центру, фізична відстань до Києва — 344,9 км.

## Населення
Станом на 1989 рік у селі проживали 234 особи, серед них — 121 чоловік і 113 жінок.
За даними перепису населення 2001 року у селі проживала 218 осіб. Рідною мовою назвали:
| Мова       | Кількість осіб | Відсоток |
| ---------- | -------------- | -------- |
| українська | 218            | 100,00 % |

Населення станом на 1 січня 2007 року становило 193 особи.[джерело?]

## Політика
Голова сільської ради — Татусь Ніна Григорівна, 1957 року народження, вперше обрана у 2006 році. Інтереси громади представляють 16 депутатів сільської ради:
| Партія        | Кількість депутатів | Відсоток |
| ------------- | ------------------- | -------- |
| самовисування | 16                  | 100,00 % |

## Пам'ятки
У 1972 році поблизу села, в урочищі Заборон, було проведено дослідження ділянки площею 100 м², де виявлено стоянку доби мезоліту. Вона розташовувалась на піщаній дюні розміром 25 на 30 метрів. Верхній культурний шар стоянки лежить на глибині 40–50 сантиметрів, нижній — на глибині 80–90 сантиметрів.

## Відомі люди

### Народились
- Ярмольчук Микола Григорович — інженер-конструктор залізничного транспорту, винахідник і конструктор шаропоїзду.